# 埃爾莫爾·倫納德
埃爾莫爾·倫納德英語：，（1925年10月11日—2013年8月20日）是美國著名的犯罪小說作家。

## 著作
自1950年代起創作。其一生著有超過45本小說，當中超過25本小說都被改編成電影或電視劇集，如羅素·克勞和克里斯蒂安·貝爾主演的《決戰猶馬鎮》、昆汀·塔倫蒂諾執導的《危險關係》，其他的有《關人矮事》、《生死一擊》、《戰略高手》、《射殺》、《一酷到底》、《桃色殺機》和《法不容情》等。

## 荣誉
1992年，他贏得了愛倫·坡獎，2010年，根據他的小說而改編的電影劇集贏得了皮博迪獎，2012年美國國家圖書基金會授予倫納德美國國家圖書獎中的美國文學傑出貢獻獎。
2013年8月，倫納德因中風併發症在位于美国底特律市的家中逝世。